# Beate Rösler
Beate Rösler (* 1968 in Essen) ist eine deutsche Schriftstellerin.

## Leben
Beate Rösler studierte in Berlin romanische Sprachen und Rechtswissenschaft. 2005 zog sie mit Mann und Tochter für vier Jahre nach Neu-Delhi und unterrichtete dort indische Studenten in Deutsch. Später arbeitete sie als Deutschlehrerin am Goethe-Institut in Frankfurt am Main. Seit 2014 lebte sie mit ihrer Familie in Hanoi, kehrte 2019 aber wieder nach Frankfurt zurück.

## Werke
- Die Reise des Elefantengottes. Aufbau, Berlin 2014, ISBN 978-3-7466-3085-4
- Die Töchter des Roten Flusses. Aufbau, Berlin 2017, ISBN 978-3-7466-3270-4
- Helenes Versprechen. Aufbau, Berlin 2021, ISBN 978-3-7466-3496-8
- Eddas Aufbruch. Aufbau, Berlin 2024, ISBN 978-3-7466-3929-1